# Чучулига на Фридман
Чучулигата на Фридман (Mirafra pulpa) е вид птица от семейство Чучулигови (Alaudidae).

## Разпространение и местообитание
Разпространен е в Етиопия, Кения и Танзания.